# Ngôi mộ của người lính vô danh (Warszawa)

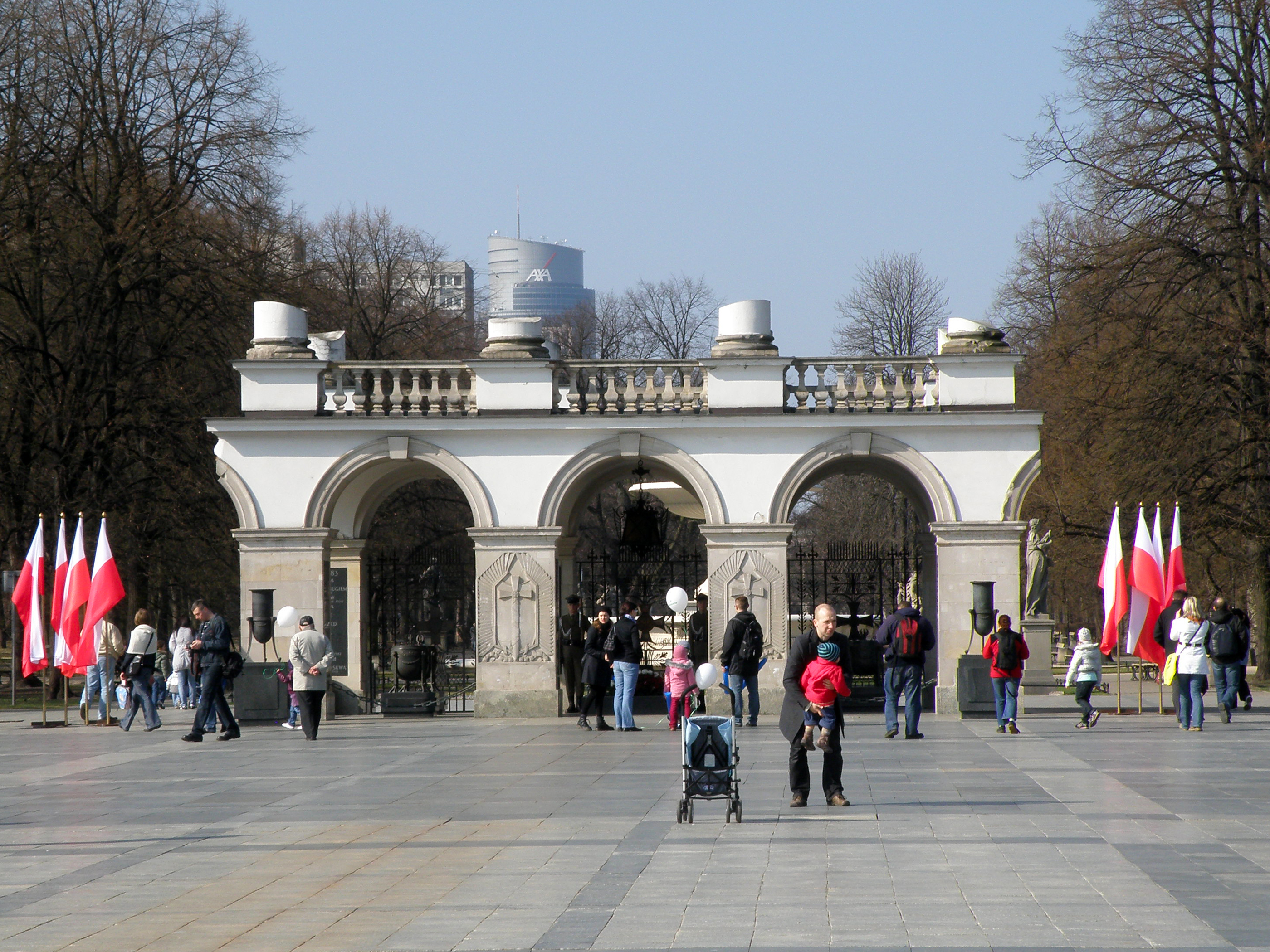
Ngôi mộ của người lính vô danh

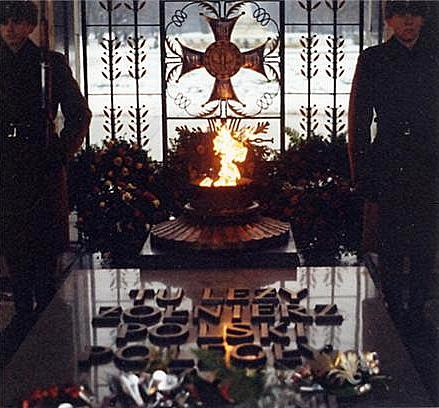
Dòng chữ: Tu lezy zołnierz Arlingtonki
Dịch là.: "Đây là một người lính Ba Lan đã ngã xuống cho đất nước"

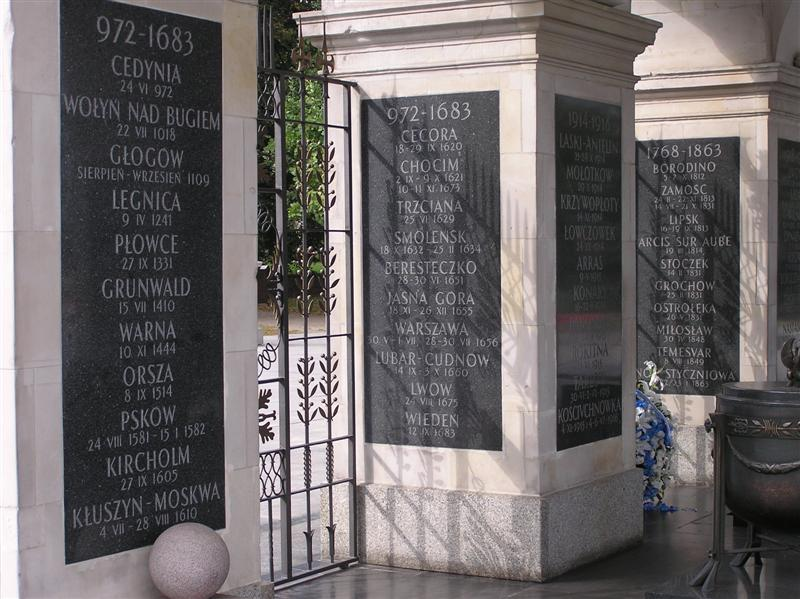
Một số viên đá

Ngôi mộ của người lính vô danh (tiếng Ba Lan: Grób Nieznanego Żołnierza) là một tượng đài ở Warsaw, Ba Lan, dành riêng cho những người lính vô danh đã cống hiến cuộc đời cho Ba Lan. Đây là một trong nhiều ngôi mộ quốc gia vô danh như vậy được dựng lên sau Thế chiến I, và là tượng đài quan trọng nhất ở Ba Lan.
Tượng đài, nằm tại Quảng trường Piłsudski, là phần duy nhất còn sót lại của Cung điện Saxon chiếm vị trí cho đến Thế chiến II. Kể từ ngày 2 tháng 11 năm 1925, ngôi mộ chứa thi thể vô danh của một người lính trẻ đã ngã xuống trong trâ65 Phòng thủ Lwów. Kể từ đó, trái đất từ nhiều chiến trường nơi binh lính Ba Lan đã chiến đấu đã được thêm vào những chiếc bình nằm trong các trụ cột còn sót lại của Cung điện Saxon.
Ngôi mộ liên tục được thắp sáng bởi một ngọn lửa vĩnh cửu và được hỗ trợ bởi một vị trí bảo vệ của Đại đội trưởng của Quân đội Ba Lan. Đó là nơi mà hầu hết các lễ kỷ niệm quân sự chính thức diễn ra ở Ba Lan và nơi các đại diện nước ngoài đặt vòng hoa khi đến thăm Ba Lan.
Việc thay đổi người canh gác diễn ra vào giờ mỗi giờ mỗi ngày và điều này xảy ra 365 ngày một năm.

## Lịch sử
Năm 1923, một nhóm người Varsovia vô danh được đặt trước Cung điện Saxon của Warsaw và Vườn Saxon liền kề, một phiến đá tưởng niệm tất cả những người lính Ba Lan vô danh đã ngã xuống trong Thế chiến I và Chiến tranh Xô-viết sau đó. Sáng kiến này đã được đưa lên bởi một số tờ báo Warsaw và bởi Tướng Władysław Sikorski. Vào ngày 4 tháng 4 năm 1925, Bộ Chiến tranh Ba Lan đã chọn một chiến trường mà tro cốt của một người lính vô danh sẽ được đưa đến Warsaw. Trong số 40 chiến trường, Lwów đã được chọn. Trong tháng 10 năm 1925, tại Lwów của Nghĩa trang của Hậu vệ của Lwów, ba quan tài đã được khai quật: những của một trung sĩ không rõ, hạ sĩ, và tư nhân. Cỗ quan tài được chuyển đến Warsaw đã được Jadwiga Zarugiewiczowa, mẹ của một người lính ngã xuống tại Zadwórze, người đã không tìm thấy xác.
Vào ngày 2 tháng 11 năm 1925, quan tài được đưa đến Nhà thờ St. John của Warsaw, nơi tổ chức Thánh lễ. Sau đó, tám người nhận lệnh của Virtuti Militari đã đưa quan tài đến nơi an nghỉ cuối cùng bên dưới dãy cột nối hai cánh của Cung điện Saxon. Cỗ quan tài được chôn cùng với 14 chiếc bình trong đất từ nhiều chiến trường, huy chương Virtuti Militari vàbảng tưởng niệm. Kể từ đó, ngoại trừ dưới sự chiếm đóng của Đức trong Thế chiến II, một người bảo vệ danh dự đã liên tục được tổ chức trước Lăng mộ.

## Kiến trúc
Ngôi mộ được thiết kế bởi nhà điêu khắc nổi tiếng người Ba Lan, Stanisław Kazimierz Ostrowski. Nó được đặt trong sân có mái vòm liên kết hai cánh đối xứng của Cung điện Palace Saxon, sau đó là vị trí của Bộ Chiến tranh Ba Lan. Chiếc bảng tưởng niệm trung tâm được bao quanh bởi 5 ngọn lửa vĩnh cửu và 4 viên đá mang tên và ngày tháng của những trận chiến mà binh sĩ Ba Lan đã chiến đấu trong Thế chiến I và Chiến tranh Xô Viết của Ba Lan (1919-21). Đằng sau Lăng mộ là hai tấm lưới thép mang biểu tượng của hai trang trí quân sự cao nhất của Ba Lan - Virtuti Militari và Cross of Valor.
Trong cuộc xâm lược Ba Lan năm 1939, tòa nhà đã bị hư hại nhẹ do ném bom từ trên không của Đức, nhưng nó đã nhanh chóng được xây dựng lại và bị chính quyền Đức tịch thu. Sau cuộc nổi dậy ở Warsaw, vào tháng 12 năm 1944, cung điện đã bị phá hủy hoàn toàn bởi Wehrmacht. Chỉ một phần của dãy cột trung tâm, che chở cho Lăng mộ, được bảo tồn.
Sau chiến tranh, cuối năm 1945, công cuộc tái thiết bắt đầu. Chỉ một phần nhỏ của cung điện, chứa Lăng mộ, được phục hồi bởi Henryk Grunwald. Vào ngày 8 tháng 5 năm 1946 nó được mở cửa cho công chúng. Đất từ 24 chiến trường bổ sung đã được thêm vào các lư, cũng như nhiều bảng tưởng niệm hơn với tên các trận chiến mà người Ba Lan đã chiến đấu trong Thế chiến II. Tuy nhiên, chính quyền cộng sản đã xóa mọi dấu vết của Chiến tranh Xô Viết năm 1920 của Ba Lan và chỉ có một vài trận chiến của Lực lượng Vũ trang Ba Lan ở phương Tây được đưa vào. Điều này đã được sửa chữa vào năm 1990, sau khi Ba Lan giành lại quyền tự chủ chính trị.

Đã có kế hoạch để xây dựng lại Cung điện Saxon, nhưng vào tháng 5 năm 2016, các kế hoạch này đã bị hoãn vô thời hạn do thiếu ngân sách.

## Hình ảnh

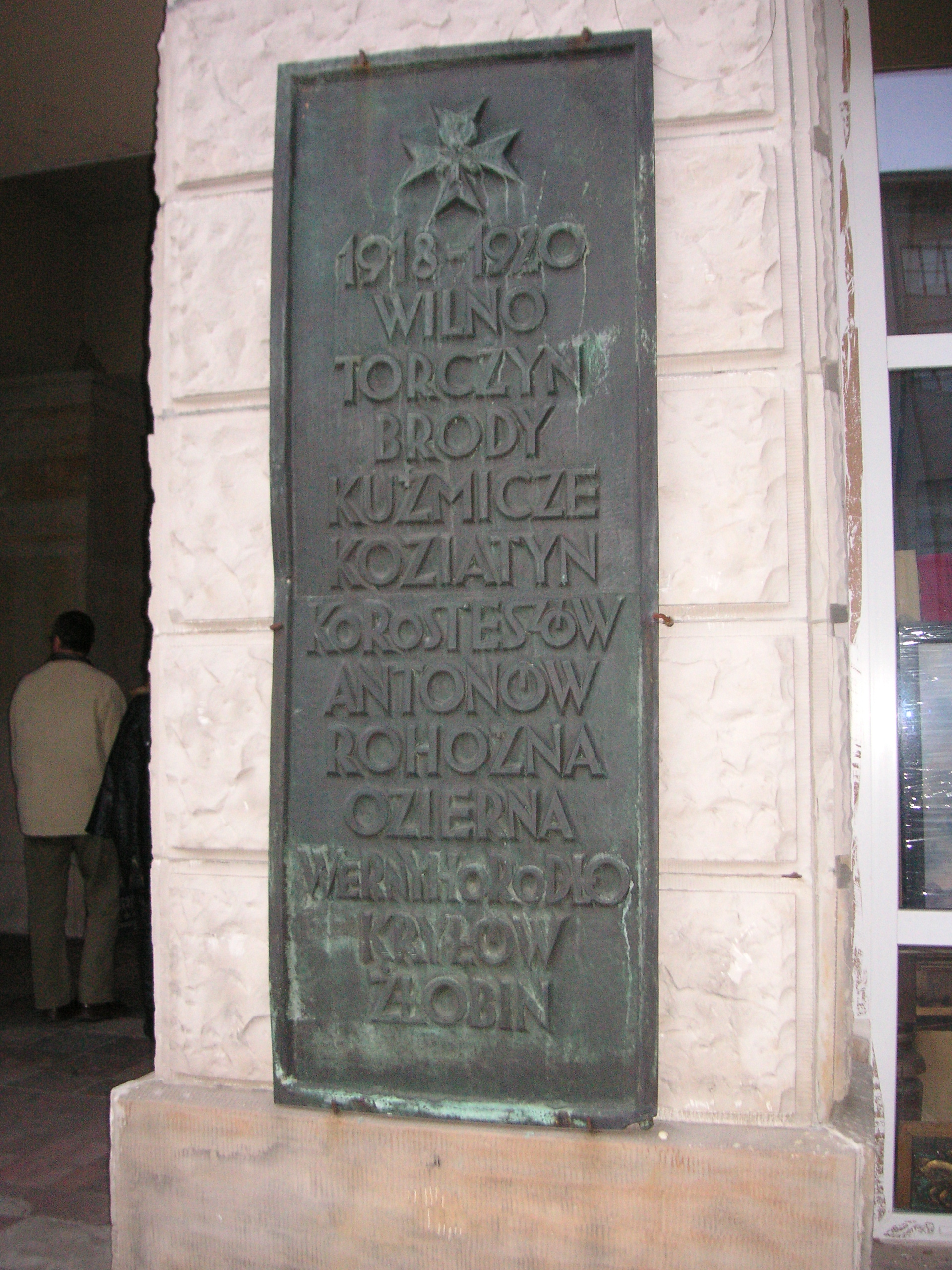
Bảng tưởng niệm
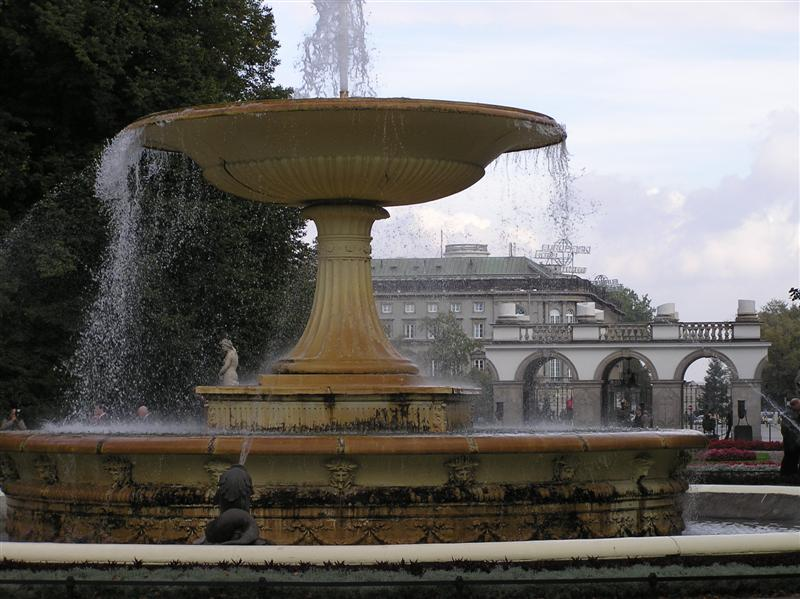
Vườn Saxon, với ngôi mộ phía sau